# Anna selbdritt (Leonardo da Vinci)

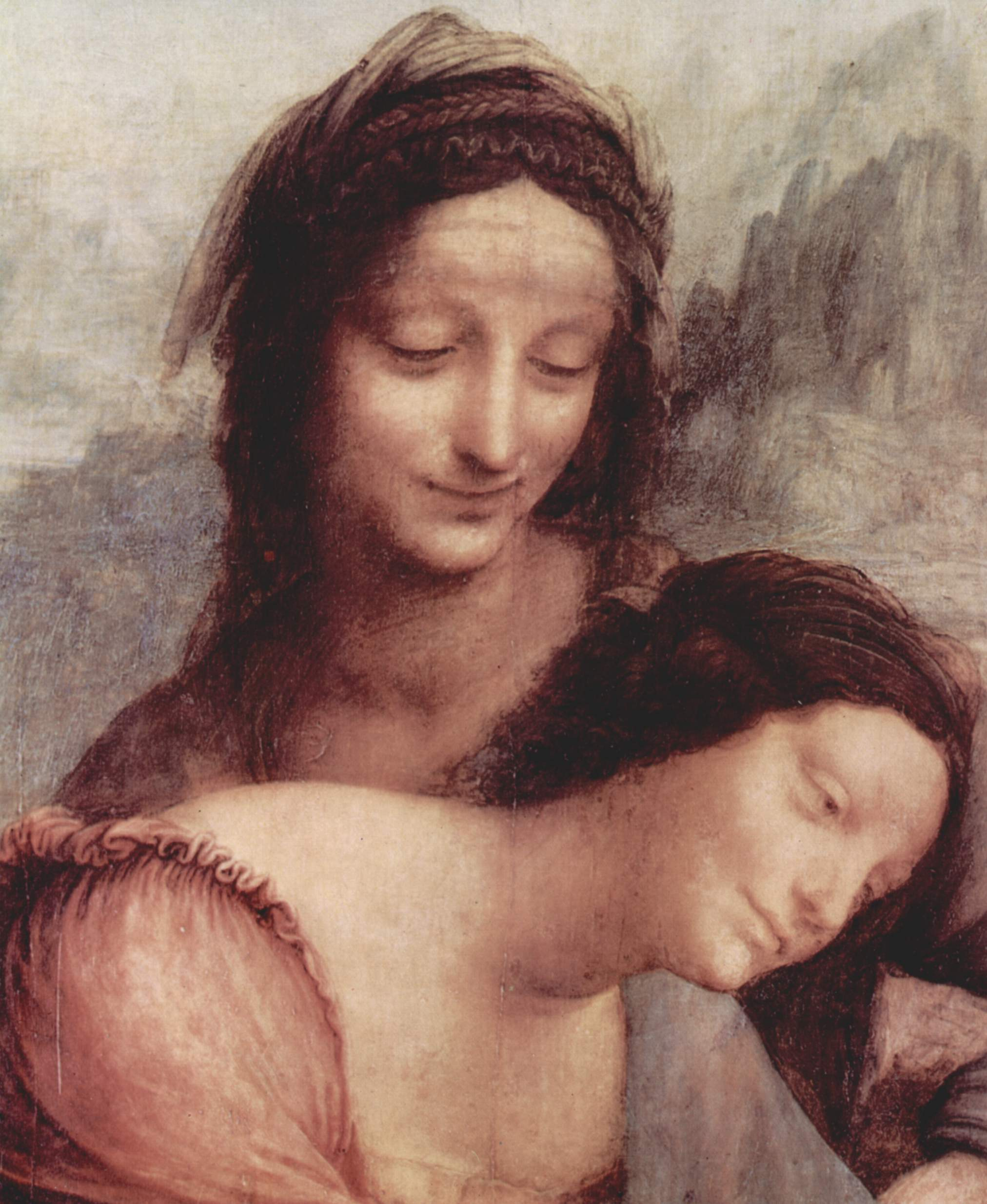
Anna und Maria (Detail)

Anna selbdritt (italienischer Titel: Anna Metterza) ist ein Gemälde des italienischen Malers Leonardo da Vinci (1452–1519). Auf dem Bild werden in der Tradition des Bildtypus Anna selbdritt drei Generationen dargestellt: die heilige Anna (die Mutter der Maria), die Jungfrau Maria und ihr Sohn, der Jesusknabe.
Das Bild ist in Teilen der Landschaft und – besonders deutlich erkennbar am Mantel Marias – nicht vollständig fertiggestellt. Leonardo arbeitete offenbar bis zu seinem Tod an dem Gemälde. Nach Leonardos Tod im Jahre 1519 gelangte das Bild in die Sammlung des Königs von Frankreich Franz I. (1494–1547). Der Verbleib bis 1629, als es von Richelieu (1585–1642) dem französischen König Ludwig XIII. (1601–1643) geschenkt wurde, ist nicht vollständig geklärt. Heute befindet es sich unter der Inventar-Nummer 776 im Pariser Louvre.

## Auftraggeber
Wer der ursprüngliche Auftraggeber des Bildes war, ist bisher nicht zu klären, weil keine Quellen gefunden wurden. Es könnte als Altarbild der Servitenmönche von Santissima Annunziata in Florenz vorgesehen gewesen sein. Denkbar ist auch, dass der Künstler das Werk auf eigene Initiative geschaffen hat. Leonardo arbeitete an dem Gemälde noch bei seinem zweiten Aufenthalt in Mailand um 1506. Er scheint dabei im französischen König Ludwig XII. einen Interessenten gefunden zu haben. Der französische Kunsthistoriker Daniel Arasse (1944–2003) ging davon aus, dass Ludwig XII. das Bild während seines Aufenthalts im Herbst 1499 in Mailand bei Leonardo selbst in Auftrag gegeben hat. Einerseits sei die Verehrung der heiligen Anna in Europa damals sehr verbreitet gewesen, andererseits ist Anna der Vorname der Königin (Anne de Bretagne), die Ludwig im Januar 1499 geheiratet hatte. Am 13. Oktober 1499 kam ihre Tochter Claude de France zur Welt. Anna galt damals als Schutzpatronin der jungen Eheleute, der unfruchtbaren und der schwangeren Frauen, und sie wurde in der Bretagne besonders verehrt. Bei seiner Übersiedlung nach Frankreich hat Leonardo das immer noch unvollendete Bild mitgenommen.

## Beschreibung
Das Bild zeigt eine Gruppe von drei Personen vor einer gebirgigen Landschaft. Im Bildzentrum sitzt die Jungfrau Maria auf den Knien ihrer Mutter Anna. Zu ihren Füßen spielt der Jesusknabe mit einem Lamm. Er versucht auf das Lamm zu klettern, das sich jedoch dagegen sträubt. Maria beugt sich vor, um den Knaben, der gerade aus ihren Armen geschlüpft ist, zurückzuholen, während Anna die Szene lächelnd und in vollkommener Ruhe beobachtet.
Anna stützt ihren linken Arm in die Hüfte. Ihr Hinterkopf ist mit einem grauen Schleier bedeckt, sie trägt ein langärmliges graues Kleid, ein dezenter Hinweis auf ihre Witwenschaft. Vom Aussehen der beiden Frauen, die im Alter nur wenig unterschieden sind, könnte man nicht auf ein Bild von Mutter und Tochter schließen. Maria trägt ein rotes Kleid mit tiefem Dekolleté und kurzen Ärmeln. Es ist am Ausschnitt mit einer Rüsche eingefasst. Ihr graues Unterkleid, das den ganzen Arm bedeckt, ist so zart und durchscheinend wie ein Schleier. Hüften und Unterkörper sind verhüllt von einem weiten blauen Mantel. Maria trägt, anders als auf vielen Madonnenbildern der Zeit, keinerlei Schmuck. Auch ihr dunkles Haar ist nicht von dem üblichen weißen Kopftuch einer Madonna bedeckt.
Der Erdboden und die Landschaft sind felsig, fast ohne Zeichen von Vegetation oder Spuren menschlichen Lebens. Der Boden im Vordergrund ist steinig, zwei grob gefügte Stufen sind zu erkennen. Die folgende im Dämmerlicht liegende Ebene scheint seltsam gestaltlos und gehört möglicherweise zu den vom Maler nur grob angelegten Partien, die nicht vollendet wurden. Bis zur Kopfhöhe Annas steigt in der Ferne ein schroffes Felsengebirge empor, das sich in einem grauen Sfumato verliert. Der Horizont liegt in dem Bild auffallend hoch, was die hieratische Ausstrahlung der Gruppe betont.
Einziges Zeichen kraftvollen Lebens in dieser öden Landschaft ist der kräftige gesunde Baum, der hinter dem Jesusknaben empor wächst. In der christlichen Kunst des Abendlandes kann der Baum das ewige Leben symbolisieren oder die Überwindung des Todes durch Christus.

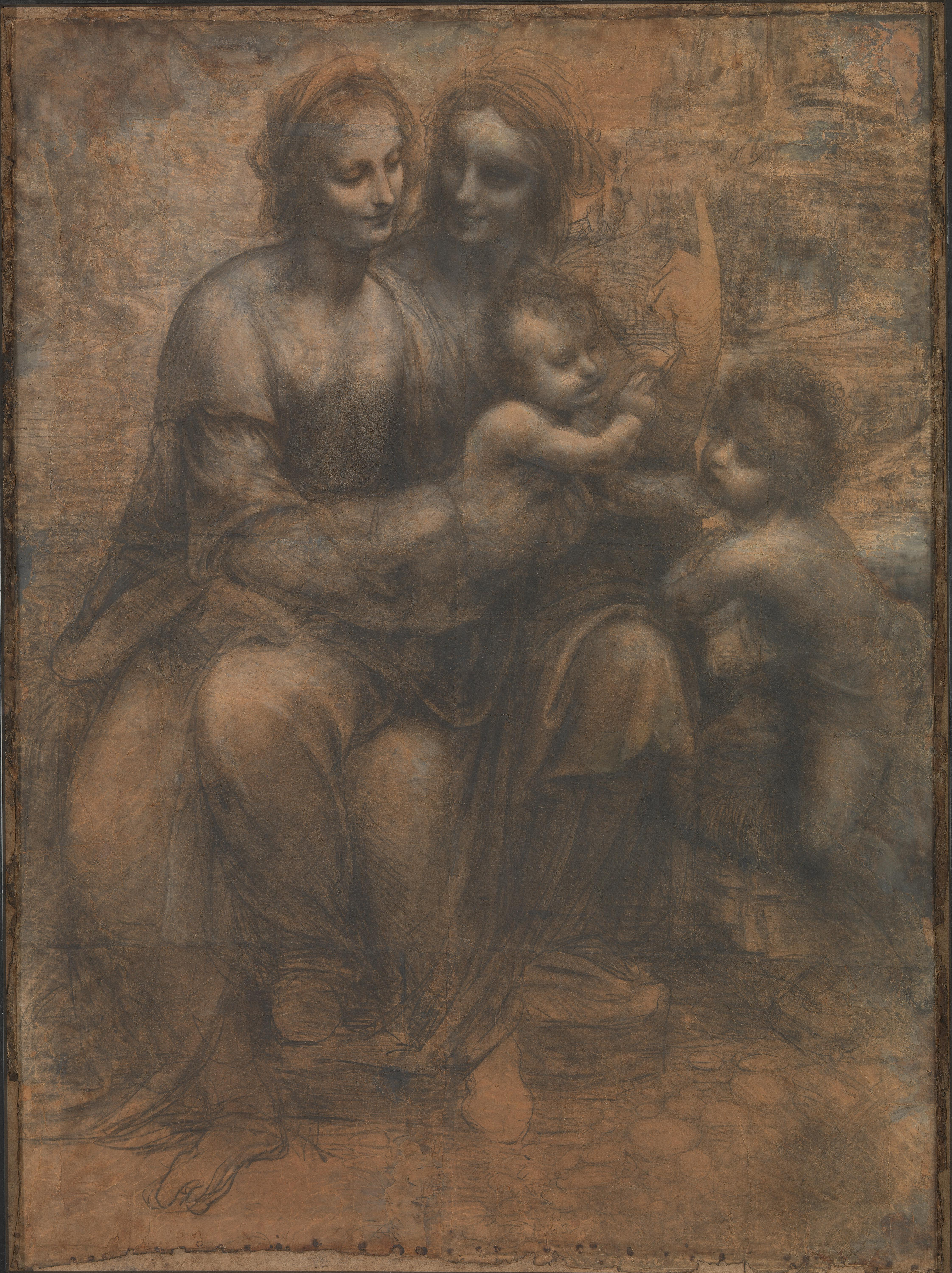
London, National Gallery, Burlington House Karton, 1499/1500

## Leonardos Auseinandersetzung mit dem Thema einer Anna selbdritt
Für kein anderes Gemälde Leonardos sind vergleichbar viele Vorstudien erhalten. Neben einer Reihe von Skizzen gibt es drei verschiedene Fassungen einer vollständigen Komposition, ohne die von Vasari in seinen vite beschriebene, die offenbar nicht erhalten ist.
Als erste der drei Kartons wird in der neueren Forschung der Londoner Karton, der sog. Burlington-Karton angesehen, der um 1500 datiert wird. Hier ist noch der Johannesknabe dargestellt. In der Variante von 1501, die für die Louvre-Fassung nochmals überarbeitet wurde, ist die Figur Johannes durch das Lamm ersetzt worden. Neu im Vergleich zu den bisherigen Fassungen des Themas bei Leonardo sieht Arasse in der Dynamik der Figuren und die Ordnung der Komposition, die durch „die Bewegung des Jesuskindes und die komplexen miteinander verwobenen Reaktionen“ der Beteiligten bedingt werden.

### Studien und Skizzen

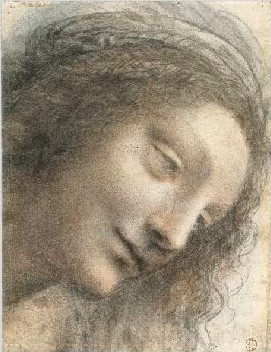
Kopf Marias
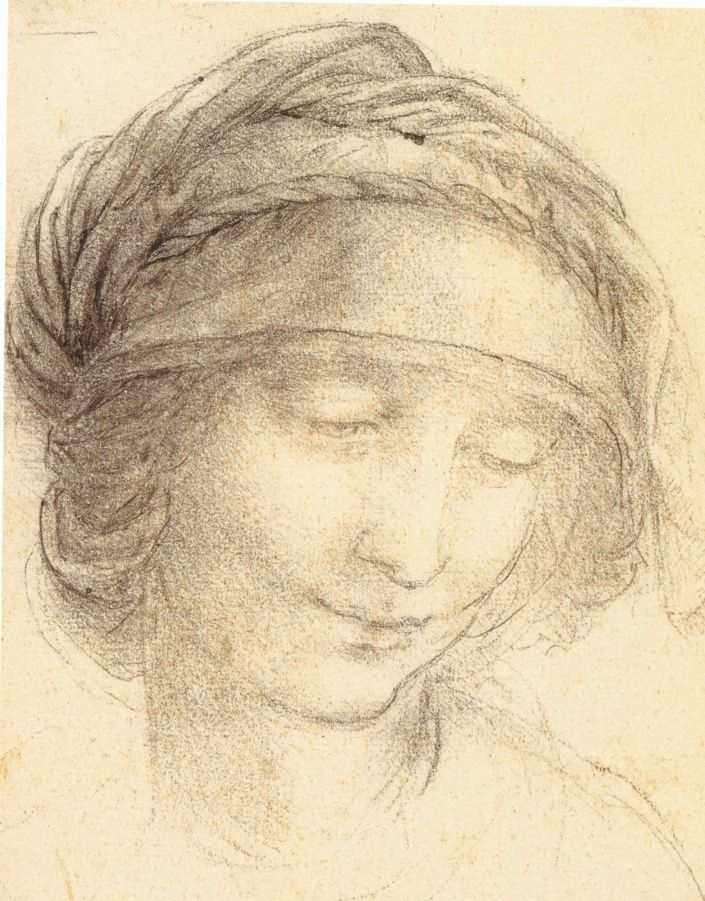
Kopf der Hl. Anna,
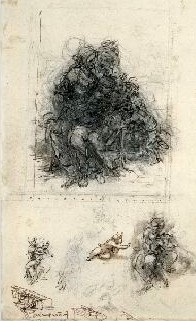
Kompositions- u. Bewegungsstudien

## Deutungen des Bildes
Auch für dieses auf den ersten Blick eindeutige Bild einer Generationenfolge von Großmutter, Mutter und Kind sind in der Kunstwissenschaft unterschiedliche Interpretationen vorgeschlagen worden. Ein Schlüssel für die Deutung von Bildern, die bis ins 18. und frühe 19. Jahrhundert in Europa entstanden sind, kann die Identifizierung von Auftraggeber und geplanter Platzierung des Bildes sein. Dies ist aber bei Leonardos Bild nicht dokumentiert.
Die früheste bekannte Deutung steht in einem Brief des Karmeliters Fra Piero da Novellara vom 3. April 1501, wo er einen frühen – nicht erhaltenen – Entwurf Leonardos zur Anna selbdritt beschreibt:

„Es [das Christuskind] wendet sich einem Lamm zu und scheint es zu umarmen. Die Mutter, die sich beinahe vom Schoß der heiligen Anna erhebt, hält das Kind fest, um es von dem Lamm zu trennen (ein Opfertier, das die Passion bedeutet). Die heilige Anna, die sich ein wenig erhebt, scheint ihre Tochter zurückhalten zu wollen, damit sie das Kind nicht von dem Lämmchen trennt. Anna soll vielleicht die Kirche darstellen, die nicht möchte, dass die Passion Christi verhindert werde.“

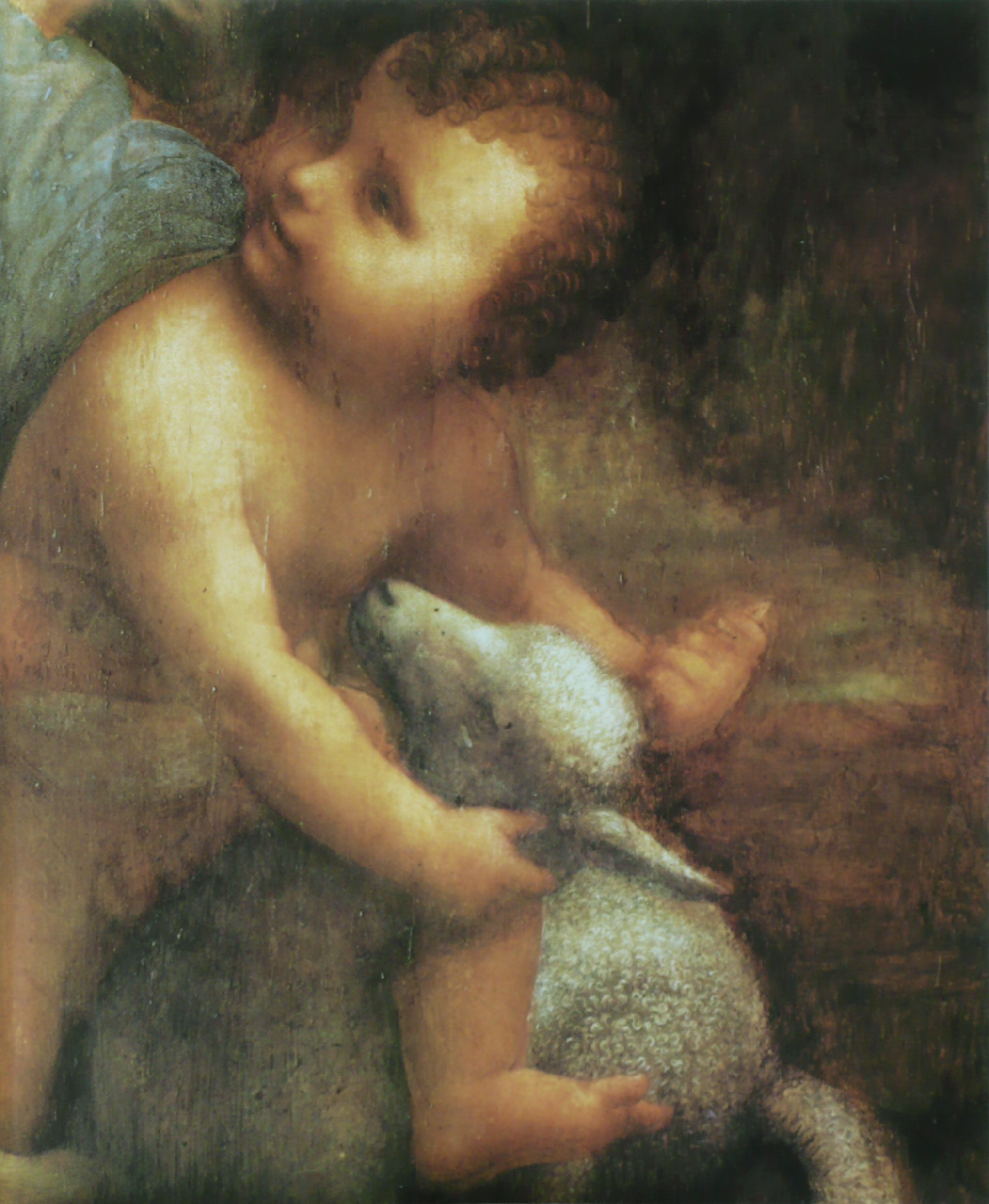
Jesus mit dem Lamm (Detail)

Die gleiche Position wie Fra Piero vertritt Buchholz, für den Anna die christliche Kirche, Maria die Verkörperung der Mutterliebe darstellt und der mit dem Lamm spielende Jesusknabe für die Passion und Kreuzigung Christi steht.
Eine Deutung aus der Perspektive eines Historikers des 21. Jahrhunderts kommt von Volker Reinhardt, der in seinem Buch über die Kulturgeschichte Italiens schreibt: „In seinem Gemälde der »Heiligen Anna Selbdritt« zeigt der Nicht-Christ Leonardo da Vinci Christus als Lamm-Mörder: Der jugendliche Erlöser ist ein Knabe in der Trotzphase, das vermeintlich Heilige wird radikal vermenschlicht“.

### Deutung des Bildes durch Sigmund Freud

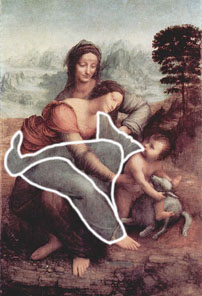
Sigmund Freud sieht im Mantel Marias die Gestalt eines Geiers.

Auch die Begründer der Psychoanalyse und der analytischen Psychologie, Sigmund Freud und C.G.Jung haben sich mit Leonardos Bild auseinandergesetzt. Jung sieht in der Anna des Leonardo eine Verkörperung der Großen Mutter.
Freud geht auf das Bild im Rahmen seiner Untersuchung einer eigenen Kindheitserinnerung ein, bei der es allgemein um das Problem der Sublimierung geht und insbesondere um Leonardos Produktivität als Wissenschaftler und Ingenieur sowie um die Entstehung und die Art seiner homosexuellen Orientierung. Freud verortet sie in der besonderen Konstellation von Leonardos Kindheit. Leonardo habe als uneheliches Kind die ersten Lebensjahre in Abwesenheit des Vaters bei der Mutter verbracht, deren Überzärtlichkeit zu einer intensiven erotischen Bindung des Knaben an die Mutter geführt habe. Belegt sieht er seine These, indem er in dem Mantel Marias die Gestalt eines Geiers erkennen will, der mit seinem Schwanz den Mund des Kindes streift, wobei Freud in dem Traum des Knaben die Assoziationskette von der Brust der Mutter zum Vogelschwanz und zum Penis sieht. Das von dem Knaben als verboten empfundene Erforschen der weiblichen Natur und der Anatomie der Mutter und das Begehren der Mutter, sei durch den Forscherdrang des Erwachsenen, der die Erscheinungen der Natur, die Anatomie des Menschen erforschte und der eine Unzahl von Maschinen erfunden habe, sublimiert worden.
Die Bevorzugung junger und schöner Schüler habe die Ursache in Leonardos frühkindlichem Autoerotismus, da die Knaben... doch nur Ersatzpersonen und Erneuerung seiner eigenen kindlichen Person sind, die er so liebt, wie die Mutter ihn als Kind geliebt hat.
In Bezug auf das Anna-selbdritt-Bild stellt er die These auf, in das Bild sei eine Synthese der Kindheitsgeschichte Leonardos eingetragen. In der Personenpyramide fehle die Figur des Vaters. Leonardo sei praktisch von zwei Müttern aufgezogen worden, seiner leiblichen und der jungen Ehefrau seines Großvaters, in dessen Haushalt er in seinem 6. Lebensjahr aufgenommen wurde, die ihn beide überaus zärtlich geliebt hätten. Daraus erklärten sich auch die jugendlichen Züge der beiden dargestellten Frauen, die sich altersmäßig kaum unterscheiden. Beide wecken in dem Maler mit ihrem rätselvollen Lächeln, dem Lächeln der Mona Lisa, die Erinnerung an die Mutter seiner frühen Kinderjahre.

## Nachwirkungen
Schon als der Karton in Leonardos Florentiner Atelier ausgestellt wurde, rief er allgemeines Erstaunen und Bewunderung hervor. Vasari, der Leonardo nicht mehr persönlich gekannt hat, erzählt in seinem Buch eine offenbar in Florenz bekannte Geschichte:

„Endlich entwarf er einen Karton für ein Bild der Jungfrau mit der heiligen Anna und dem Christuskind, das nicht nur alle Künstler entzückte, sondern von aller Welt bewundert wurde. Als der Entwurf fertig war, sah man zwei Tage lang jung und alt, Männer und Frauen, wie zu einer großen Festlichkeit nach dem Zimmer pilgern, wo Leonardos Wunderwerk ausgestellt war.“